# Metal Machine Trio
Il Metal Machine Trio è stato un gruppo musicale formatosi nel 2008 per volere di Lou Reed, Ulrich Krieger e Sarth Calhoun.
La band suonava musica sperimentale improvvisata, spaziando in diversi generi quali il free rock, il free jazz, la musica minimale, il noise, l'elettronica e l'ambient. Tutte le esibizioni del gruppo erano totalmente improvvisate.

## Storia
Il nome del gruppo è un riferimento al controverso album rumoristico Metal Machine Music pubblicato da Reed nel 1975, che viene considerato uno dei dischi più provocatori di sempre. Il caotico magma sonoro contenuto in quell'album serve come riferimento di base per le improvvisazioni del Metal Machine Trio. Il programma ufficiale del concerto della band al Blender Theatre di New York recava la seguente dicitura: "No songs. No vocals" ("niente canzoni, niente voci"). La complessa proposta musicale del Metal Machine Trio include un approccio eclettico all'improvvisazione che include suoni elettronici, rumore, strumenti fortemente distorti e un ampio utilizzo di feedback, raga, droni, con occasionali riferimenti al rhythm and blues e alla musica heavy metal.
Il gruppo debuttò dal vivo al REDCAT di Los Angeles, il 2 e 3 ottobre 2008 con la denominazione "Unclassified: Lou Reed and Ulrich Krieger". Solo dopo queste esibizioni il trio prese il nome di Metal Machine Trio. Dalle due serate venne ricavato un doppio album su CD intitolato The Creation of the Universe, pubblicato il 22 dicembre 2008 dall'etichetta discografica Best Seat in the House di proprietà di Lou Reed. Il gruppo fece ulteriori esibizioni al Blender Theater di New York il 23 e 24 aprile 2009.
Il gruppo è attualmente inattivo causa la morte di Lou Reed avvenuta il 27 ottobre 2013.

## Discografia

### Album dal vivo
- 2008 - The Creation of the Universe - Best Seat in the House Productions

## Membri
- Lou Reed - chitarra, elettronica
- Ulrich Krieger - sassofono tenore, elettronica
- Sarth Calhoun - tastiere, cordofoni